# ストヤ
ストヤ（セルビア語:Стоја / Stoja）、本名ストヤンカ・ノヴァコヴィッチ（Стојанка Новаковић / Stojanka Novaković、1972年6月4日 - ）は、セルビア共和国・ペルレズ出身のターボ・フォーク歌手である。民族的にはセルビア人である。
セルビアのみならずバルカン半島一円で人気を誇る歌手で、ブルガリアではヴェスナ・ズミヤナツやツェツァ、レパ・ブレナと並んでよく知られた旧ユーゴスラビア諸国出身のターボ・フォーク歌手である。
ストヤは、父親譲りであるという力強く太い声でよく知られている。1998年に1stアルバムとなる「Kako je meni sada」をLazarevic Productions からリリース。その後のアルバムはレパ・ブレナの所有するグランド・プロダクションからリリースされている。
2ndアルバム「Ćiki, ćiki」は彼女の初のメジャーヒット作となった。2000年と2005年にはセルビアの最優秀歌手に選出されている。

## アルバム
- Kako je meni sada (1998)
- Ćiki, ćiki (1999)
- Samo (2000)
- Evropa (2002)
- Samo idi (2003)
- Starija (2004)
- Metak (2006)
- Best hits (2007)
- Do Gole Kože (2008)
- Naj Naj (2009)

## 私生活
息子のMilanとともにベオグラードに暮らしている。31歳にして孫を持った。